# Czartoryja (Ręczno)
Czartoryja – przysiółek wsi Ręczno w Polsce, w województwie łódzkim, w powiecie piotrkowskim, w gminie Ręczno.

## Odniesienia w kulturze
Przysiółek jest jednym z miejsc akcji książki Zbigniewa Nienackiego pt. Uroczysko (Pan Samochodzik i święty relikwiarz) obok kolegiaty w Tumie.